# Class 707
Pour les articles homonymes, voir Class.
Les Class 707 sont des automotrices électrique exploitée par South Western Railway et SE Trains Limited, construite par Siemens entre 2015 à 2018 et mise en service en 2017 en Angleterre. Elles ont été affectées a la banlieue de Londres Waterloo (South Western Main Line). Un total de 150 voitures pour trente rames ont été commandées afin augmenter la capacité et favoriser le confort des passagers dans la zone Londonienne de Waterloo.
Au début de leurs carrières l'ensemble des rames était exploitées par l'ancienne concession ferroviaire qui exploitait la région du Sud-Ouest (South West Trains). Depuis que cette dernière fut remplacée par la South Western Railway, le 20 août 2017 l'ancien logo a été supprimé pour recevoir le nouveau afin d'être utilisé par la nouvelle compagnie.
La première rame est entrée en service commercial le 17 août 2017.

## Histoire

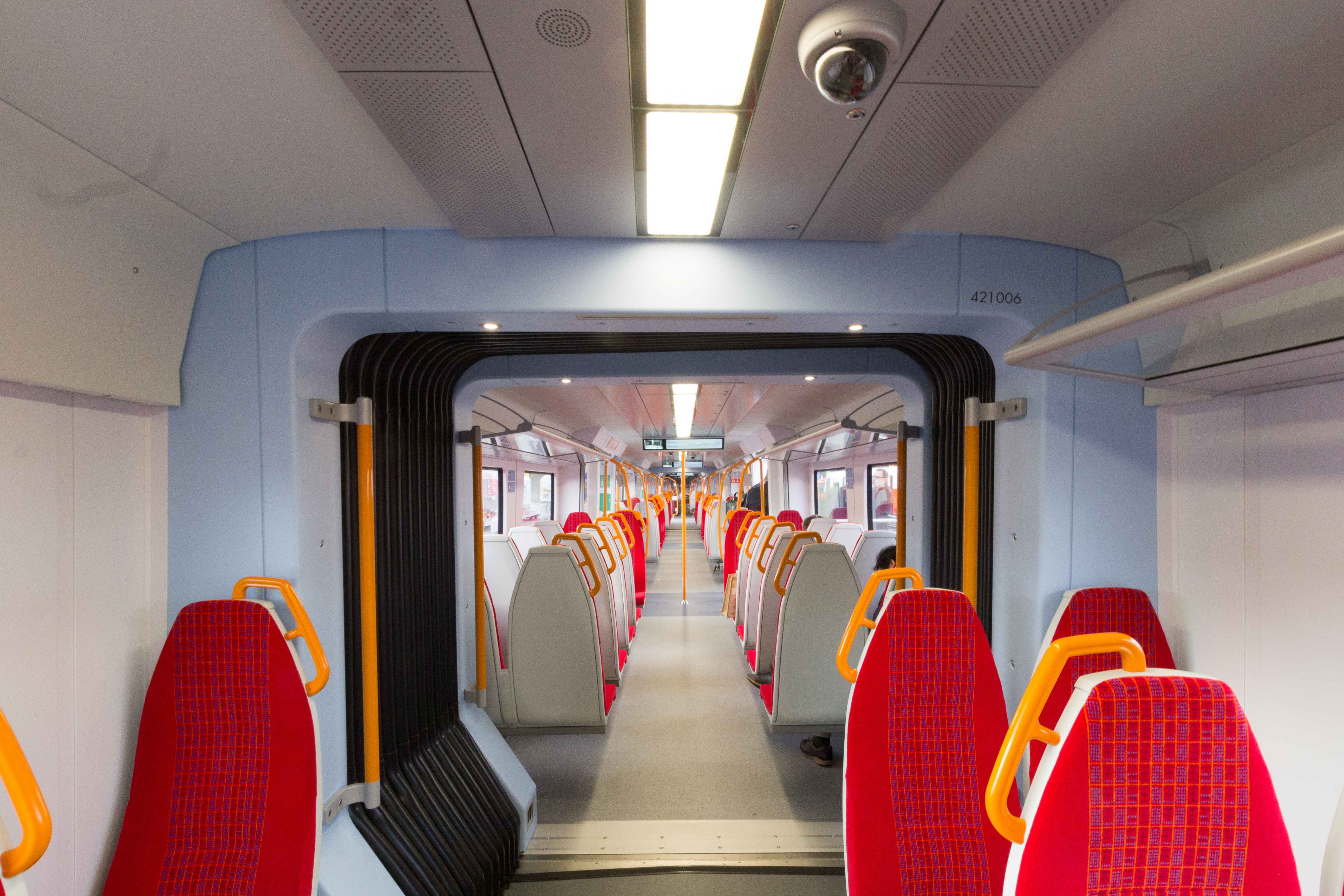
Intérieur et Intercirculation d'une Class 707.

En Septembre 2014, South West Trains (SWT) a commandé un total de 30 Trains de 5 voitures afin d'agrandir le parc de trains de banlieue en partant de la gare de Londres Waterloo. Le but est d'améliorer le confort et permettre à des rames composés de cinq voitures dont dix en couplage d'augmenter la capacité sur des lignes influente du réseau SWT et aider les unités simples à quatre voitures datant des années 1980, 90 et 2000 sans les remplacer.
Construite par Siemens, la Class 707 est la deuxième série de la gamme Désiro City après l'achat de la Class 700 pour Thameslink. La troisième série est nommée « Class 717 », destinée à la Great Northern.

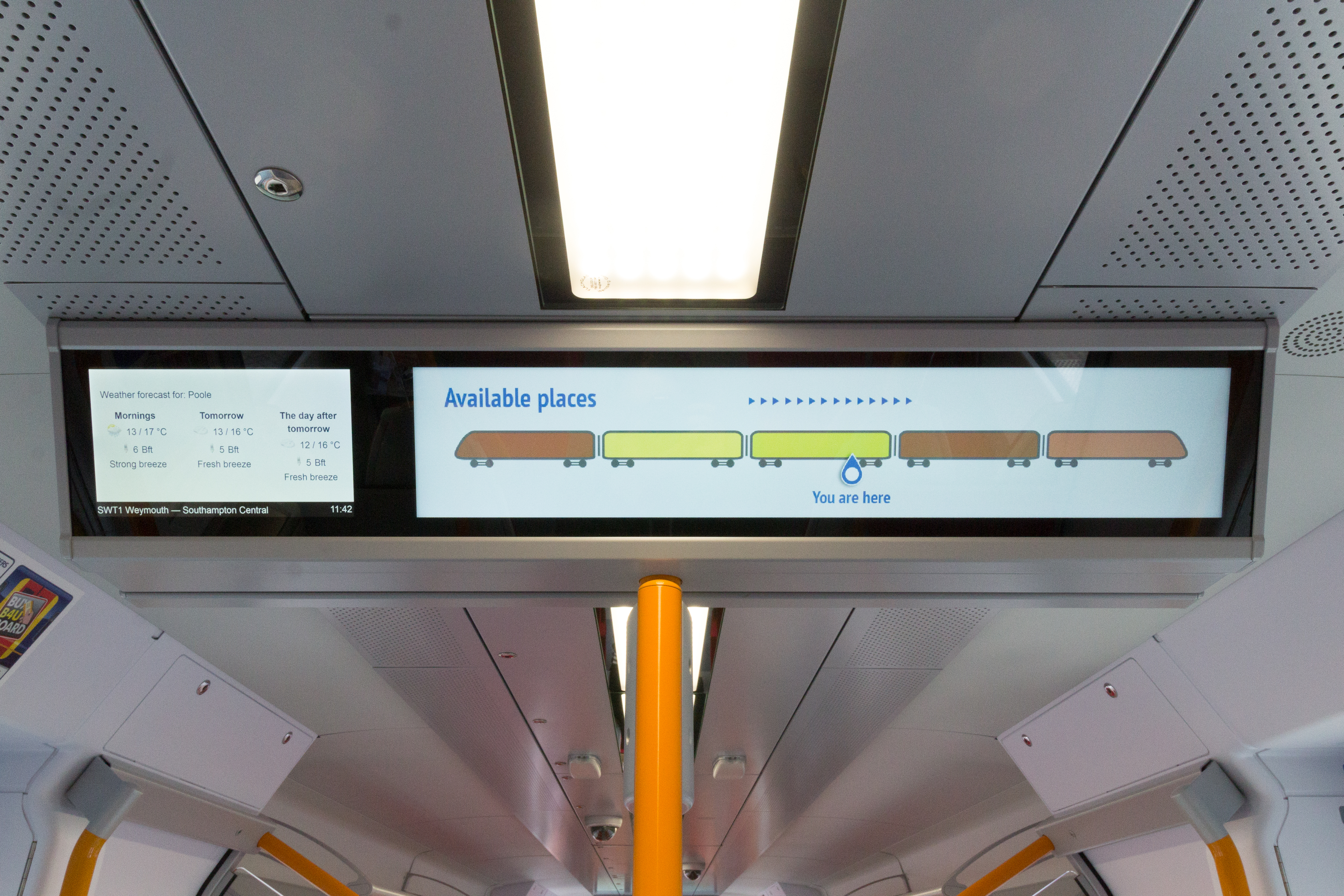
Chaque véhicules possède des écrans et une voix d'informations voyageurs qui indique ou on se situe, la température, les arrêts et les dates pour un confort au plus haut également les sourd ou les aveugles.

La construction des premiers véhicules a débuté en 2015, la première ayant été aboutie en 2016 le reste de la flotte sera livré avec une tension de 750 V DC pour une utilisation exclusivement sur les lignes électrifiées en troisième rail mais tous auront la possibilité d'être modifier pour une utilisation à double tension ou l'installation des pantographes à l'avenir. Le premier élément atteindra l'Angleterre le 9 décembre 2016.
L'entrée en service était initialement prévue pour juillet 2017, et les 30 devaient normalement être livrées d'ici fin 2017. Cependant les premières unités sont entrées en service le 17 août, juste avant que South Western Railway reprenne la Franchise South Western le 20 août 2017.
South Western Railway a modifié la marque sur les trains en ajoutant des autocollants rouges du nom de l'entreprise sur l'image de marque originale. Ces décalques ne sont pas la bonne couleur de rouge pour correspondre à la peinture de fond.

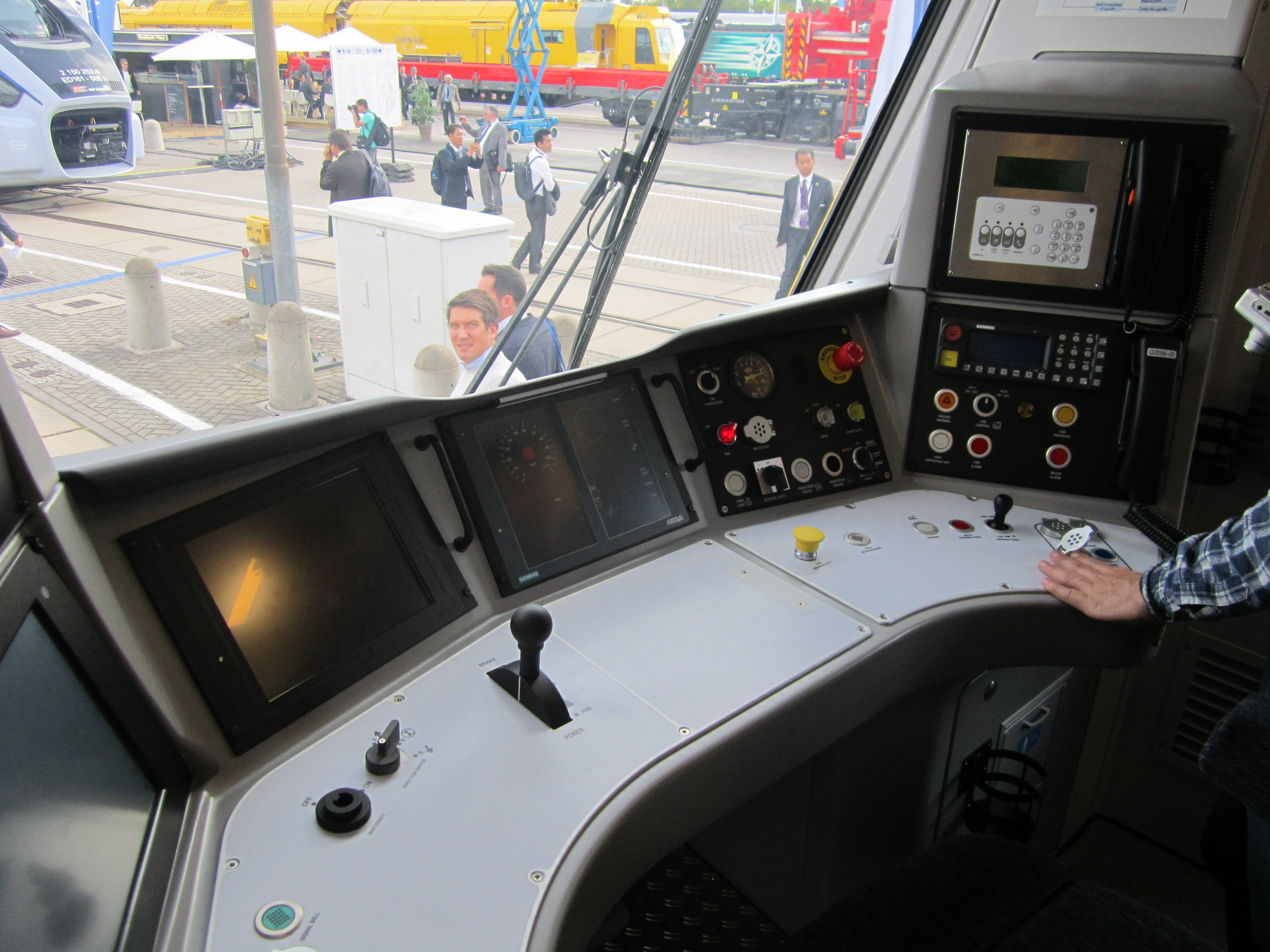
La cabine d'une Class 707
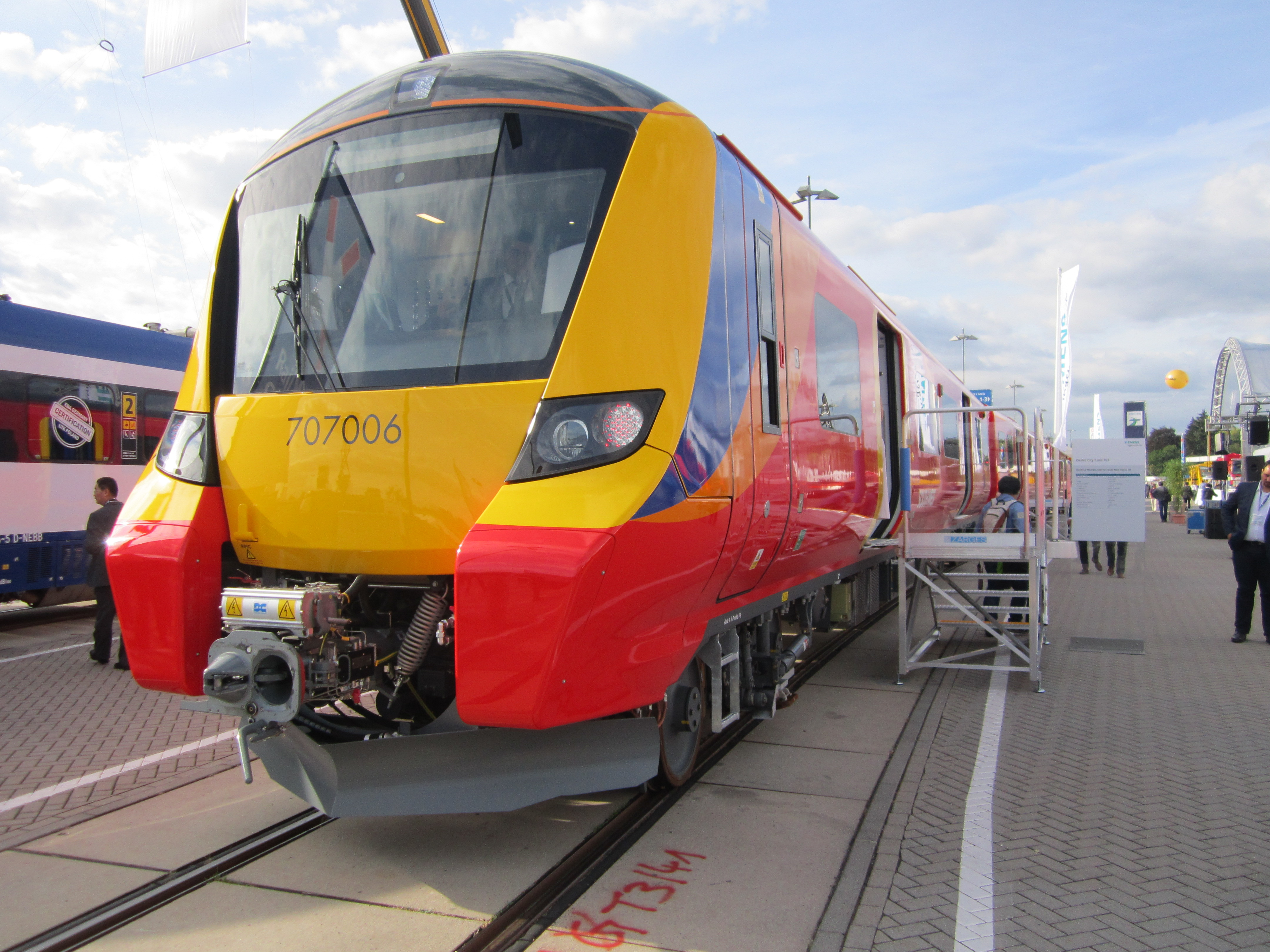
Une rame de présentation a InnoTrans, le plus grand salon du monde dans le domaine du transport ferroviaire

## Trains remplacés
La Class 707 a remplacé les unités suivantes :
| Nom du train | Modèle | Retrait             | Notes |
| ------------ | ------ | ------------------- | --- |
| Class 450    |        | Toujours en service | Elles ont été remplacés par les Class 707 sur les routes de banlieue a arrêt fréquent (Metro routes). Cela a permis aux Class 450 d'être redirigé sur les grandes lignes de banlieue et régional a haute fréquentation et permis Class 707 de prendre le relais sur ces routes a arrêt fréquent |
| Class 458    |        | Toujours en service | Les Class 707 leurs viennent en renfort et les remplace souvent sur les lignes a arrêt fréquent. Cela a permis aux Class 458 d'être redirigés vers la Ligne de Londres Waterloo a Reading. |
| Class 465    |        | Toujours en service | Un certain nombre de rames va être remplacé par les Class 707 une fois que toute la flotte sera affectée a Southeastern. |
| Class 466    |        | Toujours en service | Un certain nombre de rames va être remplacé par les Class 707 une fois que toute la flotte sera affectée a Southeastern. |

## Service assurés
La Class 707 est principalement destinée aux services entre Londres Waterloo et Windsor & Eton Riverside (Windsor Line) et Weybridges via Brentford, elles ont remplacé et permis aux Class 458 d'être redirigée vers Reading (Reading Line) ce qui permettra également aux unités de la Class 450 d'être redirigées ailleurs.
Les unités 707 sont actuellement toutes entretenues au dépôt de Wimbledon.
Les Class 707 en 2021 circulent dans la banlieue Sud-Ouest et Sud-Est de l'Angleterre en partant Londres Waterloo, Londres Charing Cross et Cannon Street.
South Western Railways (2017-2024)
| Métro et lignes de banlieue de Londres | Londres Waterloo - Windsor & Eton Riverside (partagé avec les Class 455, 456 et 458) Londres Waterloo - Weybridges via Brentford (partagé avec les Class 455 et 458) Londres Waterloo - Chessington South (partagé avec les Class 455 et 456) Londres Waterloo - Dorking (partagé avec les Class 455, 456 et 458) Londres Waterloo - Shepperton (partagé avec les Class 455, 456 et 458) Londres Waterloo - Guildford via Epsom (partagé avec les Class 455 et 456) Londres Waterloo - Londres Waterloo via Whitton (partagé avec les Class 455 et 458) Londres Waterloo - Londres Waterloo via Kingston (partagé avec les Class 455, 456 et 458) |

SE Trains (Actuellement)
| Metro Route | Londres Charing Cross - Dartford via Blackheath et Abbey Wood |
| Metro Route | Londres Cannon Street - London Cannon Street via Greenwich    |
| Metro Route | Londres Cannon Street - Hayes                                 |
| Metro Route | Londres Charing Cross - Sevenoaks via Grove Park              |

## Future
En avril 2020, Southeastern a signé un accord pour louer les Class 707.
La compagnie ferroviaire britannique Southeastern a commencé à préparer l'introduction de ces nouvelles rames Desiro dans le courant de l'année.
L'entreprise ferroviaire souhaite déployer les unités pour des services en avant-première à partir de l'automne sur les lignes de Dartford, Sevenoaks et Hayes vers Londres.
Un service complet devrait commencer l'année prochaine, une fois qu'un nombre suffisant de trains aura été transféré de South Western Railway (SWR).
Les trains de Class 707 remplaceront certains des anciens trains "Networker" et contribueront à augmenter la capacité sur les lignes de Londres.
Trente rames sont désormais en service.
Les deux dernières rames de South Western Railway ont été transférées à Southeastern en septembre 2024.
Les véhicules rénovés sont équipés de la climatisation, d'écrans d'information pour les passagers, d'un écran de chargement pour chaque voiture, ainsi que de prises de courant et de services Wi-Fi pour améliorer l'expérience des passagers. Chaque unité comporte 271 sièges.
Le directeur général de Southeastern, David Statham, a déclaré : "L'arrivée de trains modernes, fiables et plus spacieux est une partie importante du travail que nous faisons pour encourager les gens à revenir au train.
"Après un effort considérable de la part de tous les employés du chemin de fer, je suis très heureux de confirmer que nos nouveaux trains sont prêts à transporter des passagers dans le courant de l'année.
"La Class 707 représente un investissement important dans notre flotte de trains et j'ai vraiment hâte d'accueillir nos clients à bord."

## Diagramme de la flotte

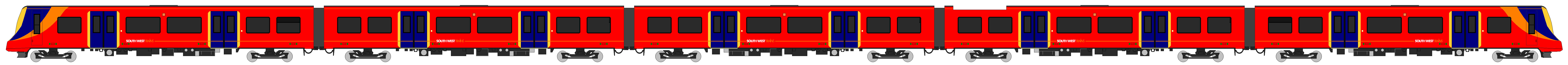
La livrée South West Trains 2017 - 2017

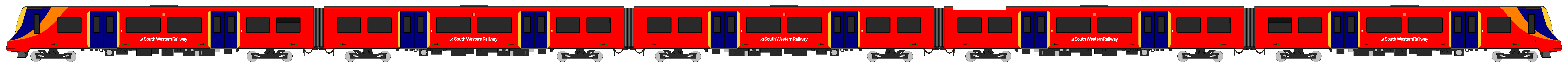
La livrée South Western Railway 2017 -

## Remplacement

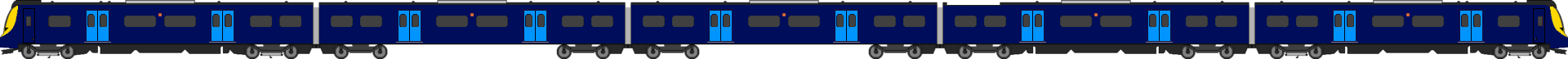
La livrée Southeastern 2021 -

## Détails du parc
| Nom de la série | Exploitant   | Années de construction | Voitures par ensemble | Nombres d'unités |
| Class 707       | Southeastern | 2015-2018              | 5                     | 30               |
| --------------- | ------------ | ---------------------- | --------------------- | ---------------- |

## références
1. ↑  (en-US) « Class 707s enter service on Windsor routes | Global Rail News », Global Rail News,‎ 18 août 2017 (lire en ligne, consulté le 8 novembre 2017)
2. ↑  « Class 707 | South West Trains », 16 août 2017 (consulté le 8 novembre 2017)
3. ↑  (en-GB) « UK’s Southeastern to start introducing Class 707 trains this year », sur www.railway-technology.com (consulté le 13 août 2021)